# Mattensteg
Der Mattensteg ist eine ungefähr 50 Meter lange Fussgänger- und Radfahrerbrücke in der Stadt Zürich über die Sihl. Sie verbindet das Sihlquai im Industriequartier mit dem Platzspitz und ist – aktuell – die unterste Brücke an der Sihl. Die Brücke steht unter Denkmalschutz.

## Versetzung
Im Zuge der Erneuerung des Platzspitzwehrs soll die Brücke durch eine auch mit schweren Fahrzeugen befahrbare Strassenbrücke ersetzt werden. Der Mattensteg wird 2024 abgebaut, restauriert und später um 80 Meter flussaufwärts versetzt wieder aufgebaut. Auch die Widerlager werden Stein für Stein versetzt werden.

## Geschichte
Die Brücke wurde im Hinblick auf die Schweizerische Landesausstellung 1883 im Jahr 1877 gebaut, zusammen mit zwei weiteren flussaufwärts liegenden Brücken über die Sihl, um die beiden Festgeländeteile zu verbinden. Nach der Ausstellung wurden die Brücken bis auf den Mattensteg wieder abgetragen. Ursprünglich war das Deck der genieteten Stahlfachwerkbrücke mit Holzbohlen belegt, die 1940 durch eine Betonplatte ersetzt wurden.